# Dietrich Sonoy

Dietrich Sonoy

Dietrich Sonoy (niederländisch: Diederik Sonoy; * 1529 in Kalkar; † 2. Juni 1597 in Pieterburen, Groningen) war ein Kriegsherr aus den Niederlanden.

## Leben
Dietrich Sonoy war der Sohn von Lambrecht S(o)noy († 1529), Gutsherr von Sniddelaar bei Leusden, und von Emerantiana Pauw van Darthuizen (1510–1550 in Kalkar). Es ist unsicher ob hier eine Verwandtschaft zu den Pauw besteht, da beide Pauws zwar auch in Gouda ansässig und politisch tätig waren, aber ein differenziertes Wappen trugen. Sonoy diente zunächst als Offizier unter Karl V. und Philipp II. Indem er eine reiche, adlige Frau heiratete, erwarb er viel Grund und Boden in Holland. Er schloss sich dem Eidverbündnis gegen die Religionspolitik Philipps II. an und wich 1567 dem Herzog von Alba aus. Im Achtzigjährigen Krieg kämpfte er, als einer der Führer der Geusen, auf der Seite Wilhelms von Oranien. Zeitweise war er Gouverneur von Zutphen.
In Wilhelms Diensten wurde Sonoy Gouverneur von Enkhuizen und eroberte von 1568 bis 1570 den nördlichen Teil der heutigen Provinz Noord-Holland. Sonoy war ein fanatischer Befürworter der Reformation, berüchtigt durch seine Grausamkeiten gegenüber Katholiken. Er befahl die Folterung und Hinrichtung der Märtyrer von Alkmaar. 1573 brandschatzte er die Abtei von Egmond, wobei viele Mönche umkamen. Jan Jeroenszoon, den angesehenen, katholischen Syndikus der Stadt Hoorn, ließ er foltern.
Für West-Friesland, den Norden Nordhollands, erstrebte Sonoy eine regionale Autonomie. Er kam dadurch in Konflikt mit Moritz von Oranien. Er weigerte sich, dem Statthalter Moritz von Oranien den Treueid zu leisten, und verschanzte sich 1587 in Medemblik, musste sich ein Jahr später jedoch den Generalstaaten Hollands ergeben. Daraufhin wurde er als Rebell und Verräter angeklagt. Dank der Fürsprache der englischen Königin Elisabeth I., die ihn als rücksichtslosen Bekämpfer der Katholiken schätzte, durfte er jedoch nach England ausreisen. 1593 kehrte er in die Niederlande zurück, ein Jahr darauf ließ er sich in Schloss Dijksterhuis bei Pieterburen nieder.

## Familie
Dietrich Sonoy war in erster Ehe mit Maria van Malsen verheiratet, in zweiter Ehe mit Johanna de Mepsche.